# Stachelauer Hütte
Die Stachelauer Hütte war eine im 16. Jahrhundert entstandene Kupferhütte bei Stachelau (bei Olpe). Sie bestand bis ins 19. Jahrhundert hinein. Daneben wurde in der Mitte des 19. Jahrhunderts eine Metallhütte erbaut, die einige Jahrzehnte Blei und zeitweise auch Quecksilber produzierte.

## Frühe Neuzeit
Die Stachelauer Hütte verarbeitete vor allem das am Rhonaderzug gewonnene Kupfererz. Erstmals schriftlich erwähnt wurde die Hütte 1593. Der Aufbau der Hütte dürfte einige Zeit vorher geschehen sein. Kurfürst Ernst von Bayern und der Drost Caspar von Fürstenberg haben die Hütte zu Beginn des 17. Jahrhunderts mehrfach besucht. Die Auswirkungen des Dreißigjährigen Krieges haben den Betrieb der Hütte nicht dauerhaft unterbrochen. Im Schatzungsregister von 1649 fanden mehrere mit der Hütte verbundene Personen Erwähnung. Angaben zu Einwohnern bei der Stachelauer Hütte fehlen für 1687. Ob in der Zwischenzeit der Betrieb unterbrochen war, ist nicht klar. In einem Bericht aus dem Jahr 1687 heißt es, dass die Anlagen etwas verfallen seien. Anstelle zweier Schmelzöfen waren noch ein Schmelzofen und ein Garofen in Betrieb.
Mit dem Aufschwung des Bergbaus zur Zeit von Jobst Edmund von Brabeck nahm auch die Bedeutung der Hütte wieder zu. Sie war gleichzeitig der Mittelpunkt der Verwaltung der Montaninteressen derer von Brabeck im Raum Olpe unter Leitung von Johann Wilhelm Freusberg. In einem Loblied auf den Hildesheimer Fürstbischof von Brabeck des Attendorner Franziskanerklosters aus dem Jahr 1700 findet sich die Beschreibung des Arbeitsprozesses auf der Hütte. Der Faktor Bernhard Weber fand die Öfen im Vergleich mit denen im Harz und in Sachsen zu niedrig, fand sie aber in allen „diesen Gegenden“ wegen der „kiesigen hitzigen Kupfererze“ als die „Besten eingeführt.“
Insgesamt scheint in der zweiten Hälfte des 18. Jahrhunderts die Produktion zugenommen zu haben. Im Jahr 1735 war sie mit lediglich 18 Zentnern sehr gering. Ein Maximalwert wurde 1743 mit 725 Zentnern erreicht. Zwischen 1768 und 1789 lag der Durchschnittswert bei 300 Zentnern. Das Maximum lag aber bei 1000 Zentnern. Der Erlös lag bei durchschnittlich 32 1/3 Reichstaler pro Zentner. Friedrich August Alexander Eversmann berichtete Anfang des 19. Jahrhunderts darüber, dass die Qualität durch Arsenik im Gestein litt. Im Jahr 1804 waren zwei Schmelzöfen in Betrieb. Das Kupfer wurde vor allem nach dem weit entfernten Nürnberg geliefert. Je nach Qualität konnten zwischen 36 und 64 Reichstaler pro Zentner erzielt werden. Das Oberbergamt Bonn gab Ende des 19. Jahrhunderts an, dass mit zwei Krummöfen und einem Garherd in der Zeit, als die Gruben in Besitz derer von Brabeck waren, für 150.000 Mark Kupfer produziert worden wäre.

## 19. Jahrhundert
Die von Brabecks verkauften 1809 die Hütte an ihren Faktor Weber. Dieser wandelte einen Ofen in einen Hochofen zur Herstellung von Eisen um. Der Bergbau am Rhonard auf Kupfererz war stark zurückgegangen. Es wurden mit etwa zehn bis zwölf Mann vor allem die Schlackenhalden abgebaut. Dabei wurde neben Kupfer vor allem Eisenerz gewonnen, das beim alten Bergbau nur wenig interessiert hatte. Es wurden auch Erze von der Grube Altenberg bei Wenden verhüttet. Es gab einen Krummofen, einen Garherd, vier Roststadeln und ein Balggebläse. Die Kupferproduktion lag Ende der 1850er Jahre bei nur noch 60 Zentnern. Zum Vergleich: Die Stadtberger Hütte in Marsberg stellte 2312 Zentner Kupfer her. Der zur  Eisenproduktion genutzte Hochofen wurde von Wilhelm Ludwig Jakobi als alt bezeichnet. Dieser war auf 27 Fuß erhöht worden. Er war mit zwei Formen versehen und verfügte über ein Zylindergebläse mit zwei Zylindern und Luftheizungsapparaten. Die Hütte wurde 1861 stillgelegt.
An etwas anderer Stelle wurde 1852 eine Metallhütte zur Herstellung von Blei errichtet. Diese wurde während der kurzlebigen Zinnoberförderung am Rhonarderzug in den 1860er-Jahren mit speziellen Öfen zur Quecksilberproduktion ausgestattet. Die Quecksilberproduktion endete bereits 1878.
Das aus dem Jahr 1754 stammende Verwaltungsgebäude der Hütte wurde 1961 abgerissen. Es war einsturzgefährdet, musste aber vor allem dem Straßenbau weichen.